# Goldhil·lita
La goldhil·lita o goldhillita és un mineral de la classe dels fosfats.

## Característiques
La goldhil·lita és un arsenat de fórmula química Cu₅Zn(AsO₄)₂(OH)₆(H₂O). Va ser aprovada com a espècie vàlida per l'Associació Mineralògica Internacional l'any 2021, sent publicada en el mes de maig de 2022. Cristal·litza en el sistema monoclínic.
Les mostres que van servir per a determinar l'espècie, el que es coneix com a material tipus, es troben conservades a les col·leccions del Museu Mineralògic Fersmann, de l'Acadèmia de Ciències de Rússia, a Moscou (Rússia), amb el número de registre: 88338, i a les col·leccions mineralògiques del Museu d'Història Natural del Comtat de Los Angeles, a Los Angeles (Califòrnia) amb el número de catàleg: 76142.

## Formació i jaciments
Va ser descoberta a la mina Gold Hill, situada al districte miner de Gold Hill, dins el comtat de Tooele (Utah, Estats Units). També ha estat descrita a la mina Mammoth, al comtat de San Bernardino (Califòrnia, Estats Units), a la mina Clara (Baden-Württemberg, Alemanya), o a Sanguozhuang (Yunnan, República Popular de la Xina), entre altres indrets.